# عبد الله السلماني
عبد الله محمد السلماني هو لاعب جو جيتسو في نادي الشارقة لرياضات الدفاع عن النفس من أصول عراقية وهو لاعب مصنف أسيويا وعالميا في مستوى الحزام الأزرق في اللعبة. وهو كذلك مدرب دولي معتمد.

## المسيرة التعليمية
تحصل السلماني على شهادة البكالوريوس في الهندسة الكهربائية وتحصل على المركز الثاني في مسابقة البحث العلمي "X-Research" في عام 2021 ببحثه «الخلايا الشمسية الذكية» تحت إشراف د. أنس الطرابشة.

## المسيرة الرياضية
بدأ عبد الله السلماني مسيرته كلاعب مصارعة رومانية في 2013، ثم تطور مستواه الرياضي ولياقته البدنية حتى حصل على فرصة الانضمام إلى نادي العين للجيوجتسو وأصبح لاعب محترف مسجل في الاتحاد الإماراتي للجيوجتسو. في عام 2018 تحصل السلماني على الميدالية البرونزية في بطولة دبي المفتوحة لمحترفي الجيوجتسو ومن ثم في 2019 تحصل على الميدالية الفضية في بطولة الفجيرة المفتوحة لمحترفي الجيوجتسو وأنهى موسم 2018-2019 كالمصنف الأول بين الرياضيين العراقيين في فئة الرجال (بين ال 18 و 30 سنة) في الحزام الأبيض واستمر بالتألق حتى أنهى موسم 2019-2020 كالمصنف الأول بين الرياضيين العراقيين في فئة الرجال (بين ال 18 و 30 سنة) في الحزام الأبيض. تمت ترقية السلماني للحزام الأزرق في ختام سنة 2020، حيث أتم انتقاله بعدها لتمثيل نادي الشارقة لرياضات الدفاع عن النفس وساهم في تصدر النادي لتصنيف الأندية في عدة بطولات خلال الموسم الرياضي 2021-2022.

## البطولات والألقاب
- بطولة دبي الدولية لمحترفي الجو جيتسو - الميدالية البرونزية [9]
- بطولة الفجيرة الدولية لمحترفي الجو جيتسو - الميدالية الفضية [10]

## حملة دوري الخليج العربي
حصل السلماني جائزة مشجع الشهر في ديسمبر 2019 تكريما لدعمه المتميز لنادي العين من خلال مبادرات حملة دوري الخليج العربي لعام 2019/2020 التي تهدف إلى بناء جسور اجتماعية للتواصل مع المجتمع من خلال اختيار مجموعة من المشجعين الإماراتيين والوافدين المتحمسين ليصبحوا سفراء متميزين للمسابقة.

## المشاركات
شارك السلماني في عدد من المسابقات على مستوى الإمارات العربية المتحدة وخارجها منها:
| التاريخ   | المسابقة                                          |
| --------- | ------------------------------------------------- |
| 2018-2019 | بطولة العين المفتوحة لمحترفي الجو جيتسو           |
| 2018-2019 | بطولة دبي المفتوحة لمحترفي الجو جيتسو             |
| 2018-2019 | بطولة الجراند سلام جولة أبوظبي لمحترفي الجو جيتسو |
| 2018-2019 | بطولة الفجيرة المفتوحة لمحترفي الجو جيتسو         |
| 2018-2019 | بطولة العالم لمحترفي الجو جيتسو                   |
| 2019-2020 | بطولة الفجيرة المفتوحة لمحترفي الجو جيتسو         |
| 2019-2020 | بطولة العين المفتوحة لمحترفي الجو جيتسو           |
| 2021-2022 | بطولة الإمارات الدولية لمحترفي الجو جيتسو         |
| 2021-2022 | بطولة آسيا القارية لمحترفي الجو جيتسو             |